# 龚旺
龚旺，小说《水浒传》中人物，原为东昌府张清的副将。因浑身刺有虎斑，脖子上刺着虎头，而得外号“花项虎”。卢俊义攻打东昌府失利，宋江前去支援。龚旺被林冲、花荣活捉，归降了梁山。受招安后，在征讨方腊时战死。

## 影视形象
- 2011年版《水浒传》：东海